# Croix du Millénaire
La Croix du Millénaire (en macédonien Милениумски крст) est une croix monumentale située au sommet du mont Vodno, la montagne qui domine Skopje, capitale de la Macédoine du Nord. Culminant à 66 mètres, c'est l'une des plus hautes croix du monde. Financée par l'Église orthodoxe macédonienne pour commémorer les 2000 ans du Christianisme, elle a été inaugurée en 2002.
Visible depuis le centre de Skopje et illuminée la nuit, elle est devenue un symbole et une attraction de la ville.
La croix se trouve au sommet du mont Vodno, à 1 066 mètres d'altitude. Elle se trouve sur un site aménagé, comprenant notamment un hôtel. La base de la croix doit également accueillir un restaurant. La croix est accessible par des chemins depuis le centre de Skopje et le village proche de Gorno Nerezi, ainsi que par un téléphérique qui relie le sommet du Vodno à un quartier de Skopje situé en bas.